# Orłowo (województwo podlaskie)
Orłowo – wieś w Polsce, położona w województwie podlaskim, w powiecie suwalskim, w gminie Bakałarzewo.
W latach 1975–1998 wieś położona była w województwie suwalskim.
Wierni kościoła rzymskokatolickiego należą do parafii Matki Bożej Częstochowskiej w Żylinach.

## Integralne części wsi
| SIMC    | Nazwa     | Rodzaj    |
| ------- | --------- | --------- |
| 1012991 | Za Bagnem | część wsi |

## Historia
Orłowo z 1876 roku liczyło 22 gospodarstwa, zamieszkałe przez 67 osób. Wieś należała do gminy Kuków i parafii Głęboki Rów.
W okolicy Orłowa w latach 1914-1915 prowadzono walki rosyjsko-niemieckie. Świadczą o tym m.in. cmentarz wojenny znajdujący się w pobliskiej miejscowości Płociczno.
Według Pierwszego Powszechnego Spisu Ludności, przeprowadzonego w 1921 r., w Orłowie mieszkały 54 osoby, wszyscy byli wyznania staroobrzędowego. 
W 1927 roku mieszkało tu 121 osób. Wieś należała do gminy Kuków.
W okolicy Orłowa pod koniec II wojny światowej trwały walki między Sowietami a Niemcami. Świadczy o tym miejsce pochówku poległych żołnierzy radzieckich ze 1160 Pułku Strzeleckiego, pochodzące z okresu pomiędzy końcem października 1944 do stycznia 1945 roku.